# Кирилловская церковь
Кирилловская церковь (церковь Святых Кирилла и Афанасия Александрийских) — шестистолпный, крестовокупольный православный храм в Киеве, один из древнейших сохранившихся со времён Киевской Руси.
Кирилловский монастырь расположен к северо-западу от исторического центра древнего Киева, в урочище, называемом летописцами «Дорогожичи» (сегодня это местность между улицами Кирилловская, Елены Телиги и Подольским спуском).

## История

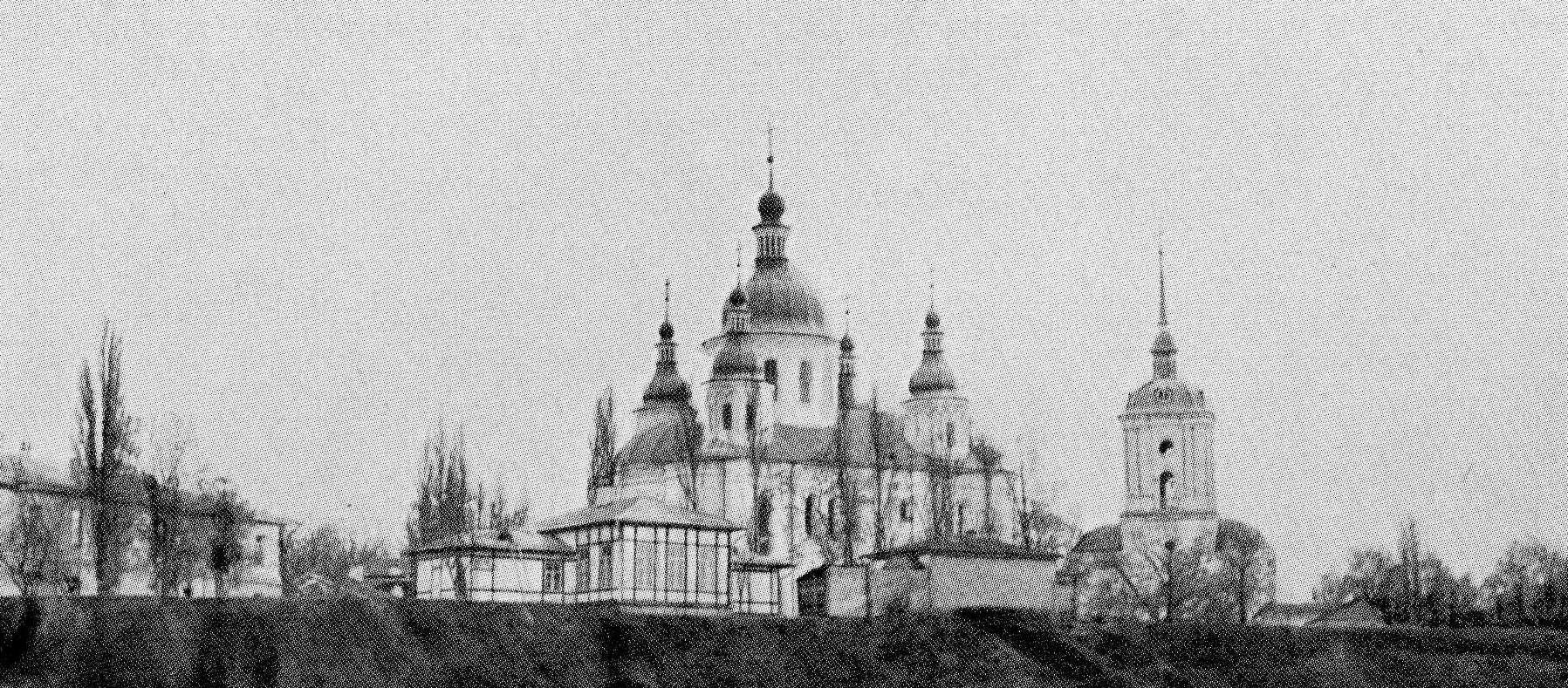
Вид на комплекс монастыря до уничтожения колокольни

Церковь во имя святых Кирилла и Афанасия строилась после восхождения на киевский престол в 1139 году черниговского князя Всеволода Ольговича на окраине города — в сельце Дорогожичи, рядом с которым находилось пересечение многочисленных дорог, откуда в том числе по переправе через Почайну начиналась дорога на Чернигов. Это был главный собор Кирилловского монастыря, по-видимому, призванного стать семейной усыпальницей Ольговичей — так же, как усыпальницей Мономашичей служил загородный Выдубицкий монастырь, а Изяславичей — Михайловский Златоверхий монастырь.
Кирилловская церковь стала семейной усыпальницей черниговских князей Ольговичей. В 1179 году тут была похоронена жена Всеволода Ольговича — Мария Мстиславовна, дочь Мстислава Великого.
В 1194 году в Кирилловской церкви был погребён киевский князь Святослав Всеволодович — герой «Слова о полку Игореве».

## Архитектура

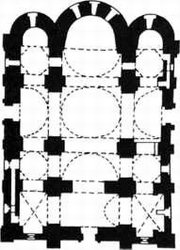
План Кирилловской церкви

В древности храм представлял собой крестовокупольное, одноглавое типично византийское сакральное сооружение, ориентированное с запада на восток. С тремя нефами, и закомарным перекрытием, аркатурными поясками, полосами поребрика, двух- и трёхступенчатыми амбразурами порталов. Применены крестовые своды. Пол из поливной керамики, уцелели значительные фрагменты древней фресковой живописи.
Толщина стен, сооруженых в технике равнослойной кладки, доходит до 2 метров.
Нартекс открыт в основное помещение, отделяясь от него широкой аркой. В толще северной стены нартекса находится подъём на хоры. В южной апсиде в толще стены, находится ход, который заканчивался на высоте 4 метров отверстием арочной формы.
После распада Киевской Руси храм неоднократно ремонтировался и перестраивался. Четыре боковых купола были достроены в XVII веке гетманом Самойловичем, Константином Острожским. После пожара 1734 года храм был реконструирован в стиле украинского барокко под руководством известного киевского архитектора Григоровича-Барского. Перестройки преимущественно затронули своды, боковые купола, был пристроен фронтон над входом, оформлены лепным декором окна и порталы.
Под надзором Григоровича-Барского в 1748—1760 годах возле церкви были выстроены каменные монастырские здания. Из них сохранилась часть ограды с угловой башенкой, а колокольня была снесена в советское время.

## Стенопись

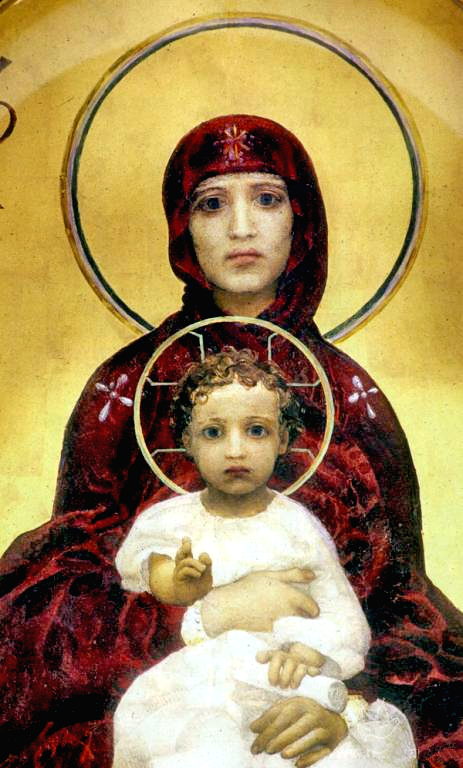
М. А. Врубель. Богоматерь с Младенцем. 1885. Деталь. Цинк, масло, золочение. Кирилловская церковь, Киев

В XII веке стены храма были покрыты фресками (сохранились 800 м.кв. — пятая часть от когда-то существовавших). В XVII веке временные повреждения стенописи обновили в технике темперы. Роспись этого времени представлена портретом игумена Иннокентия Монастырского на пилоне южного нефа.
В XVIII веке по указу Екатерины Второй Кирилловский Свято-Троицкий монастырь был упразднен. На территории монастырских помещений была создана больница, а стены церкви изнутри полностью оштукатурены и забелены.
В 1860-х годах во время ремонтных работ под штукатуркой была обнаружена древняя фреска. А уже в 1880—1884 годах под руководством искусствоведа А. В. Прахова в храме начинались работы по расчистке старинных фресок, а утерянные фрагменты древней стенописи были обновлены в технике масляной живописи. К проведению реставрационных работ профессор Прахов привлёк около 30 учеников и преподавателей Киевской рисовальной школы Николая Мурашко, среди которых ныне классики украинской живописи: Иван Ижакевич, Иван Селезнёв, Сергей Костенко, Николай Пимоненко и др., а также 10 студентов Императорской Академии художеств, среди которых был и никому тогда неизвестный Михаил Врубель. Врубель работал в Киеве с мая по ноябрь 1884 года. Врубель написал образа «Архангел Гавриил» из сцены Благовещение, «Въезд Христа в Иерусалим», «Сошествие Святого Духа» (на хорах), «Ангелы с лабарами», полуфигуры Христа, голов пророков Моисея и Соломона.
Также для мраморного иконостаса храма Врубелем были написаны иконы «Святой Афанасий», «Богоматерь с младенцем», «Иисус Христос» и «Святой Кирилл». Образы художник написал во время своей поездки в Италию, в 1884—1885 гг. Иконы написаны маслом на цинковых пластинах.

## Современное состояние
С приходом советской власти все монастырские строения были национализированы и отданы Киевскому психоневрологическому диспансеру (ныне Киевская городская клиническая психоневрологическая больница № 1 имени И. П. Павлова), колокольня разрушена. Сама же Кирилловская церковь в 1929 году объявлена историко-культурным музеем, позже вошедшим в состав заповедника «София Киевская».
В 1950-х годах при проведении земляных работ под храмом обнаружен подземный ход, ведущий к многочисленным пещерным захоронениям. Но спустя 10 лет вход в пещеры был завален камнями и залит бетоном. Эти вынужденные меры приняты после того, как одна из стен Кирилловской церкви дала сквозную трещину. Результатом работ по укреплению фундамента стала фактическая консервация подземелий.
В настоящее время Кирилловская церковь — музей в составе Национального заповедника «София Киевская». В 1995—2025 годх была действующим храмом Украинской православной церквим Московского патриархата. 14 июня 2011 года приход был преобразован в Свято-Кирилловский мужской монастырь. С 11 мая 2025 года — действующий храм Православной церкви Украины. В нём проводят службы клирики Луганской епархии ПЦУ в эвакуации.

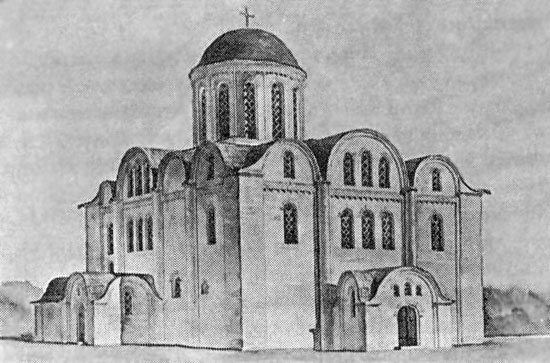
Первоначальный вид
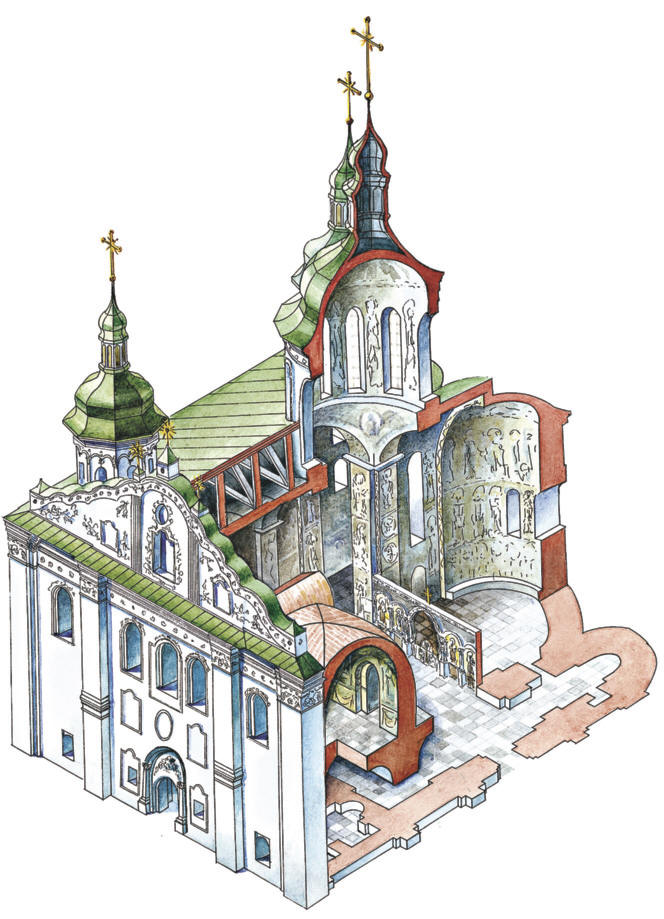
Аксонометрический разрез
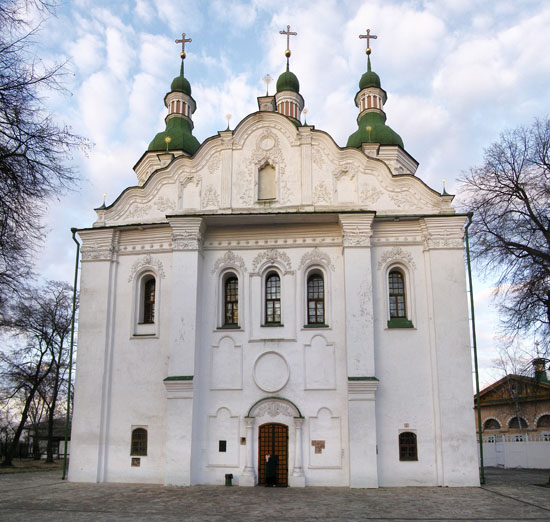
Современный вид
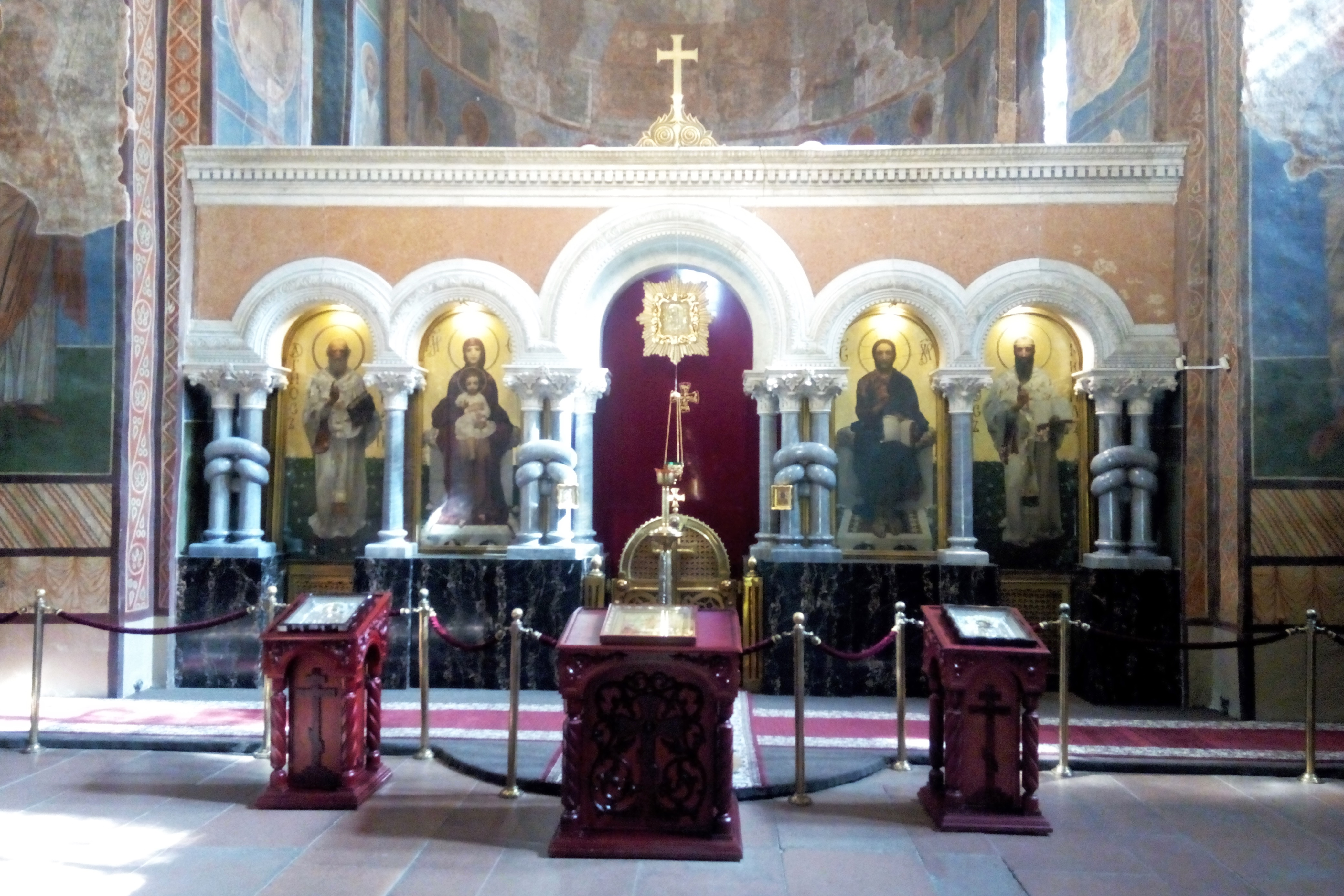
Алтарь